# サッカースリランカ女子代表
サッカースリランカ女子代表（サッカースリランカじょしだいひょう）は、スリランカサッカー連盟(英語: Football Federation of Sri Lanka, 略称：FFSL)によって編成されるスリランカの女子サッカーナショナルチームである。アジアサッカー連盟(AFC)に所属している。2010年に開催された南アジア競技大会で第1回女子サッカー部門が開催されるのに伴い代表チームが結成された。アジアの女子サッカー選手権であるAFC女子アジアカップには予選を含め出場したことがない。
女子ワールドカップ、オリンピックともに出場はない。

## ワールドカップの成績
（代表結成後のみ）
- 2011 - 不参加
- 2015 - 不参加

## オリンピックの成績
（代表結成後のみ）
- 2012 - 不参加
- 2016 - 予選敗退

## アジアカップの成績
（代表結成後のみ）
- 2010 - 不参加
- 2014 - 不参加

## 南アジア女子サッカー選手権の成績
| 開催年 | 結果               | 試合 | 勝利 | 引分 | 敗戦 | 得点 | 失点 |
| ------ | ------------------ | ---- | ---- | ---- | ---- | ---- | ---- |
| 2010   | グループリーグ敗退 | 3    | 0    | 1    | 2    | 1    | 10   |
| 2012   | ベスト4            | 4    | 2    | 0    | 2    | 6    | 9    |
| 2014   | ベスト4            | 4    | 2    | 0    | 2    | 5    | 9    |
| 2016   | グループリーグ敗退 | 3    | 1    | 0    | 2    | 4    | 6    |
| 合計   | 4/4                |      |      |      |      |      |      |

## FIFAランキング
- 初登場 - 106位(2010年3月)
- 最高順位 - 106位(2010年3月)
- 最低順位 - 128位(2010年11月)